# Santa María (California)
Santa María es la ciudad más grande del condado de Santa Bárbara, California. Según el Departamento de Finanzas de California, la población estimada de Santa María era de 90,333 personas superando a Santa Bárbara, convirtiéndola en la ciudad más grande del condado. El censo del 2000 mostró que la población de Santa María era de 77,423 personas.  La población estimada del área era de 140,000, en la que se incluía al Valle de Santa María, la ciudad de Guadalupe y el municipio no incorporado de Orcutt. Además unas 12,000 personas se encuentran viviendo en Nipomo, en el condado de San Luis Obispo y al norte de Santa María. Santa María es también conocida por ser una zona de producción de vinos.

## Geografía y clima
Según el Censo de los Estados Unidos, la ciudad tiene un área total de 19.8 millas cuadradas (51.2 km²), de la cual, 19.3 millas cuadradas (50.1 km²) es tierra y 0.4 millas cuadradas (1.1 km²) (2.23%) es agua.
Santa María está situada al norte del municipio no incorporado de Orcutt, California, al sur del Río Santa María (que funciona como la línea entre el Condado de Santa Bárbara y el Condado de San Luis Obispo), y está rodeada al este y oeste por áreas de agricultura. La ciudad de Guadalupe (California) está aproximadamente a 9 millas (14,5 km) al oeste de Santa María.
| Parámetros climáticos promedio de Santa María, California (1981–2010) | Parámetros climáticos promedio de Santa María, California (1981–2010) | Parámetros climáticos promedio de Santa María, California (1981–2010) | Parámetros climáticos promedio de Santa María, California (1981–2010) | Parámetros climáticos promedio de Santa María, California (1981–2010) | Parámetros climáticos promedio de Santa María, California (1981–2010) | Parámetros climáticos promedio de Santa María, California (1981–2010) | Parámetros climáticos promedio de Santa María, California (1981–2010) | Parámetros climáticos promedio de Santa María, California (1981–2010) | Parámetros climáticos promedio de Santa María, California (1981–2010) | Parámetros climáticos promedio de Santa María, California (1981–2010) | Parámetros climáticos promedio de Santa María, California (1981–2010) | Parámetros climáticos promedio de Santa María, California (1981–2010) | Parámetros climáticos promedio de Santa María, California (1981–2010) |
| Mes                                                                   | Ene.                                                                  | Feb.                                                                  | Mar.                                                                  | Abr.                                                                  | May.                                                                  | Jun.                                                                  | Jul.                                                                  | Ago.                                                                  | Sep.                                                                  | Oct.                                                                  | Nov.                                                                  | Dic.                                                                  | Anual                                                                 |
| --------------------------------------------------------------------- | --------------------------------------------------------------------- | --------------------------------------------------------------------- | --------------------------------------------------------------------- | --------------------------------------------------------------------- | --------------------------------------------------------------------- | --------------------------------------------------------------------- | --------------------------------------------------------------------- | --------------------------------------------------------------------- | --------------------------------------------------------------------- | --------------------------------------------------------------------- | --------------------------------------------------------------------- | --------------------------------------------------------------------- | --------------------------------------------------------------------- |
| Temp. máx. abs. (°C)                                                  | 31.7                                                                  | 31.7                                                                  | 35                                                                    | 39.4                                                                  | 37.2                                                                  | 35.6                                                                  | 35                                                                    | 37.2                                                                  | 40.6                                                                  | 42.2                                                                  | 35.6                                                                  | 32.2                                                                  | 42.2                                                                  |
| Temp. máx. media (°C)                                                 | 17.4                                                                  | 17.8                                                                  | 18.4                                                                  | 19.6                                                                  | 20.3                                                                  | 21.3                                                                  | 22.6                                                                  | 22.8                                                                  | 23.2                                                                  | 22.8                                                                  | 20.3                                                                  | 17.4                                                                  | 20.3                                                                  |
| Temp. media (°C)                                                      | 10.8                                                                  | 11.6                                                                  | 12.2                                                                  | 13.1                                                                  | 14.4                                                                  | 15.8                                                                  | 17.3                                                                  | 17.6                                                                  | 17.3                                                                  | 16.1                                                                  | 13.2                                                                  | 10.7                                                                  | 14.2                                                                  |
| Temp. mín. media (°C)                                                 | 4.2                                                                   | 5.4                                                                   | 6.1                                                                   | 6.7                                                                   | 8.6                                                                   | 10.3                                                                  | 12.1                                                                  | 12.3                                                                  | 11.5                                                                  | 9.3                                                                   | 6.1                                                                   | 3.9                                                                   | 8.1                                                                   |
| Temp. mín. abs. (°C)                                                  | -6.7                                                                  | -5.6                                                                  | -4.4                                                                  | -0.6                                                                  | -0.6                                                                  | 2.2                                                                   | 6.1                                                                   | 6.1                                                                   | 2.2                                                                   | -3.3                                                                  | -3.9                                                                  | -6.7                                                                  | -6.7                                                                  |
| Precipitación total (mm)                                              | 69.9                                                                  | 75.9                                                                  | 67.1                                                                  | 24.9                                                                  | 7.9                                                                   | 1                                                                     | 0.8                                                                   | 0.5                                                                   | 3.6                                                                   | 15.2                                                                  | 33.8                                                                  | 53.8                                                                  | 354.3                                                                 |
| Días de precipitaciones (≥ 0.01 in)                                   | 7.7                                                                   | 8.7                                                                   | 8.1                                                                   | 4.3                                                                   | 1.6                                                                   | 0.6                                                                   | 0.4                                                                   | 0.5                                                                   | 1.1                                                                   | 3.0                                                                   | 5.2                                                                   | 6.9                                                                   | 48.1                                                                  |
| Humedad relativa (%)                                                  | 65.4                                                                  | 72.7                                                                  | 75.7                                                                  | 75.6                                                                  | 78.9                                                                  | 79.3                                                                  | 81.2                                                                  | 79.9                                                                  | 80.5                                                                  | 74.7                                                                  | 71.3                                                                  | 70.8                                                                  | 75.5                                                                  |
| Fuente: NOAA (relative humidity 1961–1990)                            |                                                                       |                                                                       |                                                                       |                                                                       |                                                                       |                                                                       |                                                                       |                                                                       |                                                                       |                                                                       |                                                                       |                                                                       |                                                                       |

## Demografía
Según el censo del año 2000, había 77,423 personas, 22,146 hogares, y 16,653 familias residiendo en la ciudad. La densidad poblacional fue de 4,005.8 personas por milla cuadrada (1,546.5/km²). Había 22,847 unidades familiares en una densidad promedio de 1,182.1/sq mi (456.4/km²). La demografía de la ciudad fue del 58.07% blanca, 1.87% afrodescendiente, 1.76% amerindia, 4.74% asiática, 0.18% isleños del pacífico, 28.02% de otras razas, y el 5.36% de dos o más razas. Los hispanos o latinos de cualquier raza fueron del 59.67% de la población.
Santa María contaba con 22,146 hogares de la cual el 42% tenía niños menores de 18 años viviendo con ellos, el 56.4% eran parejas casadas viviendo juntos, 13.3% familias dependiente de una mujer sin esposo, y el 24.8% eran solteros. 20.0% de los hogares eran individuos y el 9.3% tenía a alguien viviendo con 65 años o más.  El promedio de un hogar era de 3.40 y el promedio de una familia era de 3.85 personas.

## Educación
El Distrito Escolar de Santa Maria de Escuelas Preparatorias gestiona las escuelas preparatorias públicas.

## Películas filmadas
Películas filmadas en el Valle de Santa María:
- Piratas del Caribe: en el fin del mundo, (2007)
- Voodoo Moon, (2007)
- Pirates of the Caribbean: Dead Man's Chest, (2006)
- Entre copas, (2004)
- Hidalgo, (2003)
- Rockets Red Glare, (2000)
- Rocky & Bullwinkle, (1999)
- Cowboy Up, (1998)
- Odd Couple II, (1997)
- G.I. Jane, (1996)
- Amelia Earhart, (1993)
- Barton Fink, (1991)
- LA Story, (1991)
- The Rocketeer, (1991)
- The Spirit of St. Louis, (1957)
- Los Diez Mandamientos, (1923)